# 포스카르네트
포스카르네트(Foscarnet, phosphonomethanoic acid)는 포스카비어(Foscavir)라는 상품명으로 판매되는 항바이러스제로, 헤르페스바이러스과에 속하는 바이러스의 감염에 주로 사용한다. 피로인산염 유사체이며 DNA 중합효소 억제제로 분류된다. 화학적으로 포스카르네트는 HO2CPO3H2(포스포노포메이트 삼나트륨)의 짝염기이다.
1991년 의학적 사용이 처음 승인되었다. 복제약으로 이용 가능하다.

## 의학적 사용
헤르페스바이러스과에 속하는 바이러스, 가령 약물 내성 거대세포바이러스(CMV)와 제1형, 제2형 헤르페스(HSV-1, -2) 치료에 주로 쓰인다. CMV 망막염에 사용하기도 한다. 또한 구제치료의 일환으로, 이미 다수의 치료를 받아 온 HIV/AIDS 환자에서 쓸 수 있다.
포스카비어의 적응증은 현재 대한민국에서는 조혈모세포이식을 받아 면역저하 상태인 환자에게, CMV 혈증이 발생한 경우이다.

## 작용 기전
포스카르네트는 음이온 피로인산염의 구조유사체로, 본래 피로인산염이 바이러스 DNA 중합효소의 특정 부위에 결합하는 것을 선택적으로 억제한다. 억제 과정은 인간의 DNA 중합효소에는 영향을 끼치지 않는 농도에서 발생한다.
DNA 중합효소 억제제인 아시클로버나 간시클로버로 치료받은 환자의 경우, HSV나 CMV 입자의 단백질 인산화효소(각각 티미딘 인산화효소, UL97 단백질 인산화효소)에 돌연변이가 생기면서 해당 항바이러스제에 내성이 생기기도 한다. 그러나 이 두 약물과 달리, 포스카르네트는 바이러스의 단백질 인산화효소에 의해 활성화되지 않으므로, 아시클로버 내성 HSV나 간시클로버 내성 CMV에도 효과적으로 사용할 수 있다.
그러나 바이러스 DNA 중합효소에 돌연변이가 생긴 아시클로버 혹은 간시클로버 내성 바이러스는 포스카르네트에도 내성을 가질 수 있다.

## 부작용
포스카르네트는 신독성이 있어  치료 중인 환자에서 혈청 크레아티닌 농도가 오르고 콩팥에 손상이 일어날 수 있다. 치료 중 또 다른 신독성이 있는 약물 투여는 피해야 한다. 대개 콩팥 손상은 가역적이며, 용량 조절과 적절한 수분 공급으로 독성은 완화 가능하다.
전해질 이상으로는 저칼슘혈증과 저마그네슘혈증이 발생 가능하므로 이로 인한 임상적 위해를 피하기 위해 정기적인 전해질 감시가 필요하다. 이는 약물의 킬레이트화 작용으로 인한 것이다.
보다 드물게 보고된 부작용으로는 성기 궤양이 있는데, 남성에서 좀 더 흔하며 대부분 포스카르네트 유도요법 중에 발생한다. 궤양이 발생하는 이유는 소변의 포스카르네트 농도가 높아 접촉성 피부염이 생기기 때문일 가능성이 높다. 약물 중단 시 대부분 빠르게 사라진다. 경련 발작, 입 주변 감각이상, 의식수준 저하 등 기타 중추신경계 부작용이 드물게 발생한다.
펜타미딘과 병용 투여 시 신장 손상과 저칼슘혈증이 악화될 우려가 있어 두 약물은 함께 사용하지 않는다.